# Pórcia (irmã de Catão Uticense)
Pórcia Catão foi a irmã de Marco Pórcio Catão Uticense (Catão, o Jovem).
Os seus pais morreram cedo, deixando dois filhos, Marco e Pórcia; além disso, ela tinha mais dois meio-irmãos, Quinto Servílio Cepião e Servília Cepião. Eles foram criados por Marco Lívio Druso, irmão de sua mãe.
Ela se casou com Lúcio Domício Enobarbo, que foi cônsul em 54 a.C..